# چارنولاس-کولونگا
چارنولاس-کولونگا (به لهستانی:  Czarnolas-Kolonia) یک روستا در لهستان است که در گمینا پولیچنا واقع شده‌است. چارنولاس-کولونگا ۱۹۰ نفر جمعیت دارد.